# Sposób na Alcybiadesa
Sposób na Alcybiadesa – powieść dla młodzieży Edmunda Niziurskiego, wydana w 1964 roku. Lektura przeznaczona jest dla szkoły podstawowej. Na jej podstawie nakręcono w 1997 roku serial telewizyjny Sposób na Alcybiadesa (premiera 2001) i fabularny film kinowy Spona (premiera 1998). Jest to jedna z nielicznych powieści Niziurskiego dla młodzieży, w której nie ma wątku sensacyjno-przygodowego, a akcja opiera się wyłącznie na życiu szkolnym.
Książka została wpisana na międzynarodową Listę Honorową IBBY w 1978 roku i zaliczona do Kanonu Książek dla Dzieci i Młodzieży w 2002 roku.

## Opis fabuły
Akcja rozgrywa się w męskiej (dysedukacyjnej) szkole jedenastoletniej im. Lindego w Warszawie.
Bohaterowie próbują różnymi metodami (prośby, podstępy) zdobyć „sposoby” na wszystkich gogów (pedagogów), w końcu decydują się na zakup „sposobu” za pieniądze, ale stać ich tylko na „SPONAA”, czyli Sposób na Alcybiadesa, który kupują od niejakiego Wątłusza Pierwszego. Nie pamiętał on jednak sposobu, dlatego wtajemniczył ich w niego Juliusz Lepki zwany „Szekspirem”, prezes kółka teatralnego. „Alcybiades” to starszy nauczyciel historii, profesor Misiak, łagodny, miły, który nigdy nie przysparzał uczniom poważniejszych kłopotów, dlatego sposób właśnie na niego był najtańszy. Chłopcy wahali się, czy w ogóle jest potrzebny w wypadku tego nauczyciela. Jednak w rezultacie się zdecydowali, skuszeni perspektywą uzyskania dobrych ocen z przynajmniej jednego przedmiotu.
„SPONAA”, sprzedana im przez „Szekspira”, polega głównie na tzw. „Wielkim Asocjacyjnym Bluffie”, „zapuszczaniu Węża Morskiego” i doprowadzaniu Alcybiadesa do „dryfu”, tj. luźnej narracji na ciekawe tematy. Zastosowanie tych metod powoduje, że lekceważony dotąd „Alcybiades” okazuje się świetnym wykładowcą, a klasa ulega fascynacji historią. Kulminacją powieści jest finał – klasa VIIIa zostaje wyznaczona do oprowadzenia po Warszawie wycieczki uczniów z Ełku. W przededniu chłopcy, przerażeni perspektywą kompromitacji, dręczeni sennymi koszmarami i wyrzutami sumienia, postanawiają wyjawić „Alcybiadesowi”, że ich zainteresowanie historią było tylko „sposobem”. Profesor przekonuje ich jednak, że mają dużą wiedzę historyczną. Oprowadzanie wycieczki okazuje się wielkim sukcesem.
Puenta stawia pytanie, czy za nauczeniem się przez bohaterów historii stoi m.in. cud, „SPONAA”, czy ich własne, nierozpoznane dotąd umiejętności.